# Dasytrogus pumilio
Dasytrogus pumilio är en skalbaggsart som beskrevs av Vladimir Balthasar 1956. Dasytrogus pumilio ingår i släktet Dasytrogus och familjen Melolonthidae. Inga underarter finns listade i Catalogue of Life.